# Конле, Михаэль
Михаэль Конле (нем. Michael Kohnle; род. 3 мая 1970, Гёппинген, Баден-Вюртемберг) — немецкий легкоатлет, специалист по многоборьям. Выступал за сборные ФРГ и объединённой Германии по лёгкой атлетике в конце 1980-х — середине 1990-х годов, чемпион мира и Европы среди юниоров, победитель Кубка Европы в командном зачёте, участник ряда крупных международных стартов, в том числе чемпионатов мира 1991 года в Токио, 1993 года в Штутгарте и 1995 года в Гётеборге.

## Биография
Михаэль Конле родился 3 мая 1970 года в городе Гёппинген, ФРГ.
Впервые заявил о себе в лёгкой атлетике на международном уровне в сезоне 1988 года, когда вошёл в состав западногерманской национальной сборной и побывал на юниорском мировом первенстве в Садбери, откуда привёз награду золотого достоинства, выигранную в десятиборье.
В 1989 году в той же дисциплине одержал победу на юниорском европейском первенстве в Вараждине, установив при этом рекорд данных соревнований — 8114 очков.
В 1990 году выиграл последний чемпионат Западной Германии в десятиборье, был девятым на международном турнире Hypo-Meeting в Австрии, занял 11-е место на чемпионате Европы в Сплите.
После воссоединения страны представлял легкоатлетическую команду объединённой Германии. Так, в 1991 году стал шестым на Hypo-Meeting, на Кубке Европы по легкоатлетическим многоборьям в Хелмонде финишировал восьмым в личном зачёте и помог своим соотечественникам выиграть мужской командный зачёт. Позже показал 12-й результат на чемпионате мира в Токио.
В 1993 году на Кубке Европы в Оулу стал серебряным призёром в командном зачёте, был девятым на Hypo-Meeting и на домашнем чемпионате мира в Штутгарте.
В 1994 году стал девятым в семиборье на чемпионате Европы в помещении в Париже.
В 1995 году победил на чемпионате Германии в десятиборье, с личным рекордом в 8302 очка взял бронзу на Hypo-Meeting, стартовал на чемпионате мира в Гётеборге — был дисквалифицирован в беге на 400 метров и без результата досрочно завершил выступление в десятиборье.
Заявился на чемпионат мира в помещении 1997 года в Париже, но в итоге не вышел здесь на старт в семиборье.